# Hypoestes salensis
Hypoestes salensis är en akantusväxtart som beskrevs av Raymond Benoist. Hypoestes salensis ingår i släktet Hypoestes och familjen akantusväxter. Inga underarter finns listade i Catalogue of Life.